# Ledenitzen
Ledenitzen, slowenisch Ledince, ist eine Ortschaft mit 1243 Einwohnern im Süden von Kärnten in Österreich.

## Geographische Lage
Die Ortschaft Ledenitzen befindet sich etwa 14 Kilometer südöstlich von Villach am Südostrand des Villacher Beckens zwischen der Drau im Norden und den Karawanken im Süden. Der markante Mittagskogel (2145 m ü. A.) und seine Umgebung prägen das Ortsbild. Der Berg wird zumeist auch von der Ledenitzer Seite abgebildet, unter anderem in den Siegeln und im Wappen der früheren Ortsgemeinde.

## Geschichte
Von 1911 bis 1973 war Ledenitzen eine eigenständige Gemeinde, vor 1911 gehörte Ledenitzen zur Gemeinde Rosegg. Im Zuge der Gemeindereform 1973 kam mit der KG Berg ein Teil der Gemeinde an Rosegg zurück, die Ortschaft Ledenitzen mit der KG Ferlach ist seither Teil der Marktgemeinde Finkenstein am Faaker See. 

## Wirtschaft und Infrastruktur
Im ehemaligen Gemeindegebiet befinden sich keine Burgen und Schlösser, und auch markante Siedlungsschwerpunkte fehlen weitgehend. Die Gegend ist bis heute bäuerlich strukturiert, hinzu kam in den vergangenen Jahrzehnten eine gewisse Zahl an Fremdenverkehrseinrichtungen. Der im Sommer stark touristisch genutzte Faaker See liegt etwa zwei Kilometer westlich der Ortsmitte von Ledenitzen.
Durch das Ortsgebiet führt die Faakersee Straße (B 84) sowie die Bahnstrecke Villach–Rosenbach, die heute von der Linie 2 der S-Bahn Kärnten benutzt wird. Vom Haltepunkt Ledenitzen aus ist eine Weiterreise mit Taktbussen möglich.
Seit Herbst 1998 ermöglicht es der mehrsprachige Kindergarten Ringa raja in Ledenitzen, der aus dem slowenischen Kulturverein Jepa-Baško jezero hervorgegangen ist,  Kindern im Vorschulalter beide Landessprachen sowie Italienisch spielend zu erlernen.

## Personen
- Markus Münzer (* 1969 in Leoben), Speedski-Rennläufer lebt in Ledenitzen.